# تيريزا آن سافوي
تيريزا آن سافوي (18 يوليو 1955 - 9 يناير 2017) هي كانت ممثلة بريطانية ظهرت في عدة أفلام إيطالية أبرزها كاليغولا وصالون كيتي.

## روابط خارجية
- تيريزا آن سافوي على موقع IMDb (الإنجليزية)
- تيريزا آن سافوي على موقع روتن توميتوز (الإنجليزية)
- تيريزا آن سافوي على موقع ألو سيني (الفرنسية)
- تيريزا آن سافوي على موقع أول موفي (الإنجليزية)
- تيريزا آن سافوي على موقع قاعدة بيانات الأفلام السويدية (السويدية)
- تيريزا آن سافوي على موقع قاعدة بيانات الفيلم (الإنجليزية)
- تيريزا آن سافوي على موقع كينوبويسك (الروسية)